# Fagot

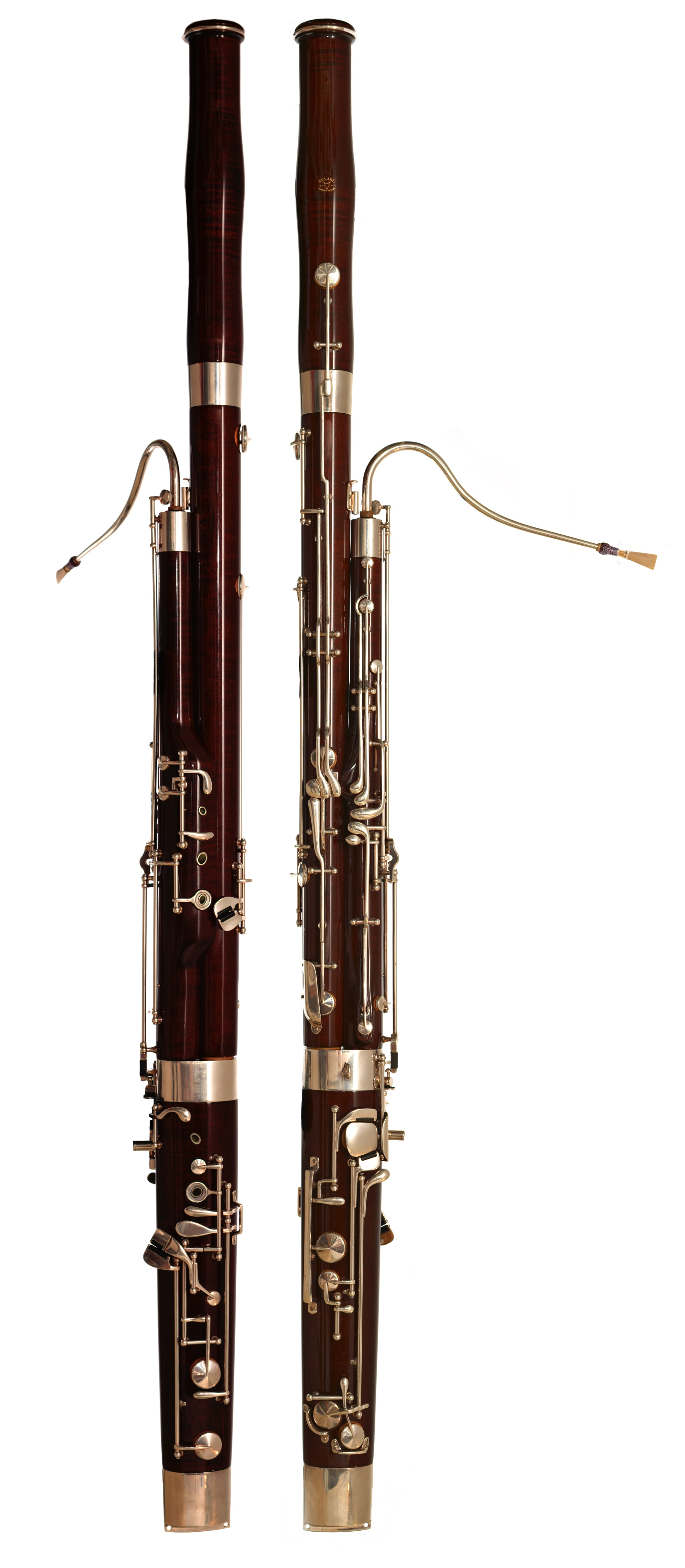
Fagot – odmiana niemiecka (hecklowska)

Części fagotu: stroik (1), es (2), skrzydło (3), stopa (4), rura basowa (5), czara głosowa (6)

Fagot (wł. fagotto, skrót: fg.) – instrument dęty drewniany z grupy aerofonów stroikowych z podwójnym stroikiem. Jego nazwa włoska „fagotto” oznacza „wiązkę drewna”. Do tej samej rodziny należą także obój, rożek angielski i kontrafagot, który transponuje oktawę niżej od fagotu. Istnieją dwie odmiany fagotu: niemiecka (hecklowska) i francuska. Różnią się one brzmieniem i mechanizmem, a także wysokością (niemiecki ma 130 cm, zaś francuski 150 cm). Skala (zakres dźwięków muzycznych) instrumentu wynosi od B1 do f² (jednak górny dźwięk zależy głównie od umiejętności grającego i można uzyskać wyższe).

## Budowa
Instrument składa się z sześciu części: stroika, esu, skrzydła, stopy, rury basowej oraz czary głosowej. Tworzą one kanał o długości ponad 2,4 m. Otwory nawiercone na długości instrumentu w większości otwierane i zamykane są klapami (tylko 5 – e, d, c, h, a – bezpośrednio palcami). Stroik umieszczony u wylotu rurki składa się z dwóch płytek wykonanych z trawy o nazwie lasecznica trzcinowata (Arundo donax) złożonych ze sobą. Uderzając w nie językiem i jednocześnie dmuchając grający wydobywa dźwięk. Przy takim samym układzie klap, a różnej sile nacisku na stroik można przez przedęcie wydobyć różne dźwięki. Korpus instrumentu tradycyjnie wykonywany jest z drewna, najczęściej z jaworu. Drewno na fagot musi „leżakować” od dziesięciu do nawet stu pięćdziesięciu lat. Instrument charakteryzuje się głębokim, melancholijnym i bardzo naturalnym brzmieniem. Nie jest instrumentem transponującym. Wykorzystywany jest w orkiestrze kameralnej, symfonicznej, jako instrument solowy, w jazzie oraz w różnego typu zespołach instrumentalnych.
Fagociści powinni biegle czytać w kluczu basowym, tenorowym oraz wiolinowym, ponieważ są one wykorzystywane w zapisie na ten instrument.

## Historia fagotu
Początki fagotu sięgają XVI wieku. Fagot (pod nazwą curtal) pojawił się po raz pierwszy w angielskim spisie inwentarzowym w 1574 roku. Pierwszym konstruktorem fagotów był Siegmund Schnitzer (zm. 1578). Z tego czasu istnieją zapisy o muzyku fagociście na dworze w Brukseli.
Według historyków muzyki poprzednikiem fagotu był dulcjan. Fagot i dulcjan mają wspólne cechy: podwójny stroik zamontowany w metalowej rurce, ukośnie nawiercane otwory palcowe i kanał koniczny (stożkowy). W dawnych instrumentach oba kanały wiercone były w jednym kawałku drewna. Nowsze instrumenty miały już dwie oddzielne drewniane rury połączone łącznikiem w kształcie litery U. Występowały też w 8 rozmiarach, od sopranu do kontrabasu, a skalę ok. 2,5 oktawy. Zadaniem tego instrumentu w zespole dętym było prowadzenie linii basowej. Miał on niezwykłą zdolność zmiany dynamiki i barwy dźwięku od głośnego do cichego i miękkiego.
Instrument poprzedzający historycznie fagot współczesny miał dosyć prostą budowę, z ośmioma otworami na palce i dwiema klapami. Aż do XIX wieku występował fagot tenorowy (Es) tzw. tenoroon. Kolejnym rodzajem fagotu był surdon o głuchej i łagodnej barwie.

## Wybrane utwory na fagot

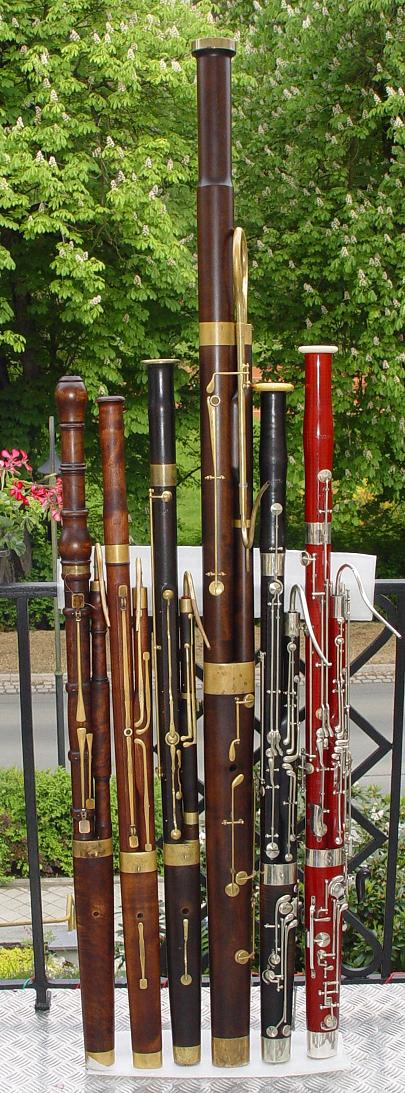
Kolekcja zabytkowych fagotów, z czasów od wczesnego baroku do czasów dzisiejszych wraz z klasycystycznym kontrafagotem.

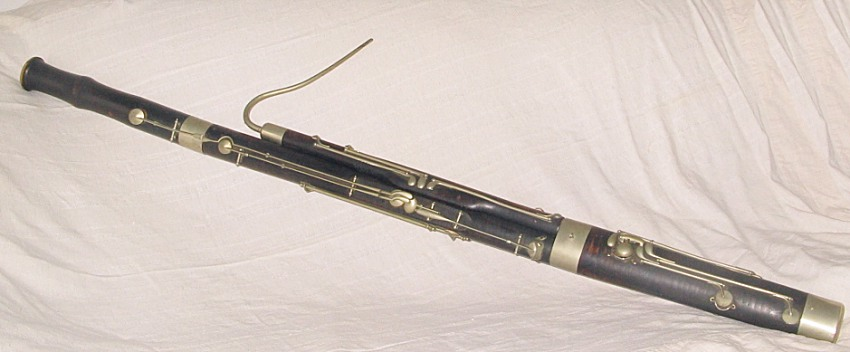
Fagot systemu hecklowskiego z 1870 roku

### Barok
- Antonio Vivaldi – 39 koncertów na fagot (od nr RV 466 do RV 504) w tym dwa niekompletne (RV 468 i RV 482);
- Georg Philipp Telemann – Sonaty, Fantazje
- Johann Melchior Molter – koncert na fagot g-moll

### Klasycyzm
- Johann Christian Bach – Koncert B-dur na fagot, Koncert Es-dur na fagot;
- Johann Nepomuk Hummel – Koncert F-dur na fagot, W75;
- Wolfgang Amadeus Mozart – Koncert B-dur na fagot, KV 191;
- Wolfgang Amadeus Mozart – Sonata na fagot i wiolonczelę;

### Romantyzm
- Carl Maria von Weber – Koncert F-dur na fagot, op. 75
- Carl Maria von Weber – Andante i Rondo węgierskie c-moll na fagot i orkiestrę, Op. 35, J. 158 (1813)
- Camille Saint-Saëns – Sonata na fagot i fortepian G-dur Op.168, 1921;

### Współczesność
- Gabriel Pierné – Solo de Concert
- Sir Edward Elgar – Romans na fagot i orkiestrę, op. 62 (1910)
- Paul Hindemith – Concerto pour trompette, basson et orchestre à cordes (1949/1952), Sonata na fagot i fortepian (1938)
- John Williams – Pięć świętych drzew: Koncert na fagot i orkiestrę (1997)
- Richard Strauss – Koncert podwójny na klarnet i fagot z towarzyszeniem orkiestry smyczkowej i harfy (1948)
- Andrzej Panufnik – Koncert na fagot i orkiestrę

## Wybrane partie orkiestrowe
- Paul Dukas – Uczeń czarnoksiężnika (kontrafagot);
- Edvard Grieg – W grocie Króla Gór;
- Siergiej Prokofjew – Piotruś i wilk; fagot naśladuje postać dziadka;
- Igor Strawinski – Święto wiosny (balet); fagot rozpoczyna dzieło melodią w wysokim rejestrze;
- Igor Strawinski – kołysanka z Ognistego ptaka;
- Igor Strawinski – Symfonia na instrumenty dęte;
- Nikołaj Rimski-Korsakow – Szeherezada cz. II „Opowiadanie księcia Kalendera”;
- Maurice Ravel – Rapsodia hiszpańska; podwójna kadencja pod koniec pierwszej części;
- Maurice Ravel – Bolero; solo w wysokim rejestrze blisko początku;
- Hector Berlioz – Symfonia fantastyczna; kilka partii solowych w czwartej części;
- Piotr Czajkowski – Symfonia nr VI „Patetyczna” cz. I
- Carl Orff – Carmina Burana cz. 12 Olim lacus colueram – zapis fagotu w kluczu wiolinowym